# لويزا كناب كورتيس
لويزا كناب كورتيس (بالإنجليزية: Louisa Knapp Curtis)‏ هي صحفية أمريكية، ولدت في 21 أكتوبر 1851، وتوفيت في 25 فبراير 1910.